# Charlene Almarvez
Charlene Louise Alagon Almarvez es una modelo  filipina quien quedó segunda en el concurso Ford Supermodel of the World 2010, ganando 150.000 dólares en representación por parte de la agencia Ford Models en Nueva York.

## Carrera
Ha aparecido en las editoriales de Vogue China, V, Teen Vogue, Elle Rusia, New York Times T Magazine por KT Achuleta, Glamour Reino Unido, Glamour Italia, Glamour Reino Unido, A Magazine, Wonderland Magazine y Town and Country Estados Unidos. Apareció en la portada de Zone Magazine, Wedding Essentials Magazine, Sense & Style, y MEGA Magazine, entre otras.
Almarvez debutó en la pasarela en otoño de 2010 para Diane Von Furstenberg, Sophie Theallet y Peter Som. También lo ha hecho para Lacoste, Cynthia Steffe, Wayne Lee y Rachel Comey, entre otros.